# Peugeot Type 141
La Peugeot Type 141 est un modèle d'automobile produit par le constructeur français Peugeot en 1911.